# Papa Leon al XII-lea

Stema Papei Leon al XII-lea

Papa Leon al XII-lea născut  Annibale della Genga, numele complet fiind:  Annibale Francesco Clemente Melchiore Girolamo Nicola della Genga (n. 2 august 1760, Genga, Marchia Anconitana, Statele Papale – d. 10 februarie 1829, Roma, Statele Papale) a fost al 252-lea Papă, din anul 1823 până în anul 1829.  

## Origini
Născut într-o familie nobilă, Annibale della Genga este fiul Contelui Flavio Sermattei și al Contesei Maria Luisa Periberti Di Fabriano, care au avut încă alți nouă copii.

## Cariera
A fost hirotonit preot în anul 1783, iar în anul 1793 a devenit arhiepiscop de Tyr. Apoi a fost numit nunțiu apostolic la Lucerna. Cariera diplomatică se va continua până în 1798.
În anul 1814, după căderea lui Napoleon I, la începutul Restaurației, a fost trimis la Paris să transmită felicitările pontificale regelui nou instalat Ludovic al XVIII-lea. În anul 1816, a fost creat cardinal, apoi, în 1820, a fost numit vicar al Romei.

## Papă al Bisericii Universale
La moartea Papei Pius al VII-lea, Annibale della Genga  a fost ales papă, la 28 septembrie 1823, luându-și numele de Papa Leon al XII-lea.
Pontificatul său a fost marcat, între altele, prin mutarea curții pontificale de la Quirinal la Vatican.

## Sfârșitul vieții
Leon al XII-lea a decedat la Roma, la 10 februarie 1829.